# Gidget Gein
Gidget Gein, egentligen Bradley Stewart, född 11 september 1969 i Hollywood, Florida, USA, död 9 oktober 2008 i Burbank, Kalifornien, var en amerikansk musiker. Han var basist i bandet Marilyn Manson från 1990 till 1993. Hans artistnamn är bildat av den fiktiva TV-karaktären Gidget och seriemördaren Ed Gein.

## Biografi
Gein medverkar på Portrait of an American Family (1994), där han bland annat har ett finger med i låtar som "Lunchbox", "Dope Hat" och "Get Your Gunn".
Gein fick avsked från Marilyn Manson efter att ha överdoserat heroin julen 1993.
Han medverkar även i Marilyn Mansons kontroversiella video till låten "(s)AINT" från 2003. Det är han som är transvestiten som injicerar droger på Mr. Manson. Det var Manson, ett par kompisar, ett par tjejer och regissören Asia Argento som låste in sig i ett hotellrum med en massa droger i fyra dygn. 
Den 9 oktober 2008 påträffades Gein död efter en överdos.